# Conférence des organisations internationales non gouvernementales
 (février 2014).
Si vous disposez d'ouvrages ou d'articles de référence ou si vous connaissez des sites web de qualité traitant du thème abordé ici, merci de compléter l'article en donnant les références utiles à sa vérifiabilité et en les liant à la section « Notes et références ».
La Conférence des organisations internationales non gouvernementales du Conseil de l'Europe (Conférence des OING) rassemble 320 ONG internationales[source insuffisante] invitées à collaborer aux travaux de cette organisation fondée au lendemain de la Seconde Guerre mondiale, en 1949, pour construire « une paix durable ». 
Le Conseil de l'Europe, qui réunit 46 États membres et 675millions d’habitants en 2022, a été la première organisation intergouvernementale à octroyer à la société civile organisée un statut particulier en son sein. Le rôle des ONG admises dans l'enceinte du Conseil de l'Europe a évolué au fil des années, passant de la consultation dès 1951 à la participation en 2003. La Conférence des OING est progressivement devenue un partenaire des organes statutaires du conseil de l'Europe que sont le Comité des Ministres, organe exécutif formé des représentants des gouvernements des États-membres, l'Assemblée parlementaire constituée de membres désignés par les parlements nationaux de ces mêmes États et le Congrès des pouvoirs locaux et régionaux dont les membres sont élus par leurs organisations nationales. L'échange établi entre ces quatre types d'acteurs constitue, au conseil de l'Europe, un exemple de démocratie participative qu'il est désormais convenu d'appeler le quadrilogue.  
La reconnaissance politique de la conférence des OING a véritablement pris son sens lorsque sa présidente a été sollicitée pour intervenir ès qualités, lors du 8e Sommet des chefs d’État et de gouvernement de l'Organisation, en mai 2005, à Varsovie. Il est aujourd'hui naturel de voir intervenir le président ou l'un des représentants de la Conférence des OING dans le cadre des réunions ministérielles du conseil de l'Europe.  
Les ONG apportent, tout au long de l'année, leur expertise aux travaux des autres organes du conseil de l'Europe. Deux textes communs ont ainsi été co-signés par leurs présidents, l'un sur la biodiversité, en 2010, l'autre sur l'éradication de la grande pauvreté en 2012.  

## La Conférence des OING du Conseil de l'Europe
La Conférence des OING est l’organe de représentation de la société civile du Conseil de l'Europe. Elle offre un espace de participation innovant. Des citoyennes et citoyens engagés ont ainsi la possibilité de contribuer librement et directement à la construction de l’Europe. C’est la seule assemblée d’ONG jouant un rôle institutionnel au sein d’une organisation internationale intergouvernementale. Son siège est au Palais de l'Europe, à Strasbourg, en France. 
Ainsi que l’a exprimé la Présidente du Comité des Ministres, Micheline Calmy-Rey, le 25 janvier 2010 devant l’Assemblée parlementaire : « Le Conseil de l’Europe joue un rôle irremplaçable dans la création d’une seule Europe. Son mode de coopération intergouvernemental s’enrichit d’une dimension parlementaire éminente – que représente si bien votre Assemblée – ainsi que d’une dimension régionale et locale qu’incarne le Congrès des pouvoirs locaux et régionaux, sans oublier la société civile, présente à travers la Conférence des organisations internationales non gouvernementales. Toute la diversité de notre continent se trouve ainsi représentée dans un ensemble institutionnel. Aucune organisation ne peut revendiquer mieux représenter l’ensemble des Européennes et des Européens ».[réf. nécessaire]

## Historique

### Première étape: le statut consultatif
À sa 8e session, en mai 1951, le Comité des Ministres du Conseil de l’Europe décide qu’il « peut, au nom du Conseil de l’Europe, prendre toutes dispositions utiles pour consulter des organisations internationales non gouvernementales qui s’occupent de questions relevant de la compétence du Conseil de l’Europe ». En octobre 1972, il adopte un « règlement de statut consultatif » pour les OING.
Le Secrétaire Général du Conseil de l’Europe Georg Kahn-Ackermann intensifie la coopération avec les OING et exprime le souhait que celles-ci s’organisent entre elles. En janvier 1976, est créée la « Commission de liaison », un organe composé de 17 OING élues par la « Conférence plénière des OING dotées du statut consultatif auprès du Conseil de l’Europe ». En 1979, le Comité des Ministres décide d’établir, au sein de la Direction des affaires politiques, un secrétariat pour la Commission de liaison et de lui mettre à disposition salles et interprétation pour ses réunions. Pour financer les travaux des OING, la Commission de liaison crée, en 1995, « OING Service », association alimentée par les cotisations volontaires des OING. Le Comité des Ministres décide alors de soutenir cette initiative en abondant ce fonds de 15 000 FF (10 200 € en 2009). 
En 1991, la Conférence plénière des OING crée des « regroupements » pour que les OING puissent travailler en coalition sur des thématiques précises et renforcer leur coopération avec les directions respectives, souvent en permettant à ces dernières une meilleure synergie entre elles.
Pour simplifier et rendre plus flexible la coopération avec les OING et, en même temps, augmenter les exigences pour l’octroi du statut consultatif le Comité des Ministres adopte, en octobre 1993, une nouvelle résolution « sur les relations entre le Conseil de l’Europe et les organisations internationales non gouvernementales ».
En octobre 2001, les Délégués des Ministres décident d’« examiner les moyens d’adapter la Résolution (93) du Comité des Ministres sur les relations entre le Conseil de l’Europe et les organisations non gouvernementales internationales afin que le Conseil puisse tirer davantage parti de ses relations avec les ONG dans la poursuite de ses buts ». Ils souhaitent, pour ce faire, associer la Commission de liaison et la Conférence plénière à leurs travaux.

### Deuxième étape: l'octroi du statut participatif
Le 19 novembre 2003, le Comité des Ministres décide de changer le statut consultatif en statut participatif (Résolution (2003) 8), « considérant qu'il est indispensable que les règles régissant les relations entre le Conseil de l'Europe et les ONG évoluent pour refléter la participation active des organisations internationales non gouvernementales (OING) dans la politique et le programme de travail de l'Organisation, et pour faciliter la participation et l'accès des OING à des organes tels que les comités directeurs et les comités d'experts gouvernementaux, et d'autres organes subsidiaires du Comité des Ministres » et « reconnaissant le rôle important que doivent jouer la Commission de liaison en tant qu'organe démocratiquement élu représentant toutes les OING dotées du statut participatif auprès du Conseil de l'Europe, et les regroupements thématiques des OING en tant que leur porte-parole et, par là même, des millions de citoyennes et de citoyens européens, qui travaillent dans les différents secteurs qu'elles représentent ».
Parallèlement, le Comité des Ministres crée, en 2003, un statut de partenariat (Résolution (2003) 9) pour des ONG nationales. Une des priorités de la Conférence des OING est de permettre à des ONG nationales et locales de profiter davantage des acquis du Conseil de l’Europe et de s’impliquer à leur tour dans ses travaux.

### Troisième étape: la reconnaissance politique
Les OING, désormais dotées du statut participatif, adaptent le fonctionnement de leurs organes et en janvier 2005. La Conférence Plénière prend le titre de Conférence des OING du Conseil de l’Europe et adopte un nouveau règlement intérieur de la même année affirme que « ce changement de nom confirme la reconnaissance politique du rôle des ONG au sein du Conseil de l’Europe ».
Au 3e Sommet des chefs d’État et de gouvernement du Conseil de l’Europe de mai 2005, à Varsovie, pour la première fois, le président de la Conférence des OING est invité à prendre la parole ès qualités. En marge du Sommet, la Conférence des OING organise une réunion extraordinaire à l’Université de Varsovie pour affirmer sa détermination à soutenir le Conseil de l’Europe par son enracinement social et sa proximité des réalités contribuant à réduire la distance entre les responsables politiques et les préoccupations et visions des citoyens. 
En décembre 2005, le Comité des Ministres statue que la Conférence des OING peut déléguer des représentants aux comités directeurs et organes subordonnés, tout comme l’Assemblée parlementaire et le Congrès des Pouvoirs locaux et régionaux.
La reconnaissance politique s’accompagne d’une augmentation progressive du budget opérationnel pour les activités organisées par la Conférence des OING et le secrétariat, et d’un renforcement de ce dernier. En juin 2008, la Conférence des OING procède à une réforme de ses organes pour s’accorder davantage avec la structure des autres piliers du Conseil de l’Europe.

## Mode de fonctionnement

### Bénévolat
Une caractéristique de la représentation des OING auprès du Conseil de l’Europe est le fait que celle-ci se fait de façon bénévole. Non seulement les représentants des OING, qu’ils aient ou non une fonction officielle dans la structure de la Conférence des OING, ne sont pas indemnisés pour leur travail mais leurs frais de voyage ou de séjour à Strasbourg est à leur charge ou à celle de leur OING. Seuls les frais de transport des membres de la Commission permanente sont remboursés par le Conseil de l’Europe pour les quatre sessions ordinaires de l’année. Ce qui induit une représentation subordonnée aux ressources humaines et financières propre à chaque OING.

### Organisation interne

#### La conférence plénière
La Conférence plénière des OING du Conseil de l’Europe est actuellement composée de 366 OING dotées du statut participatif. Elle est le principal organe délibérant des organisations non-gouvernementales. Elle détermine l’action générale à mener en vue d’organiser sa participation au « quadrilogue » du Conseil de l’Europe (partenariat entre les quatre piliers du Conseil de l’Europe que sont le Comité des ministres, l'Assemblée parlementaire, le Congrès des pouvoirs locaux et régionaux et la Conférence des OING), d’assurer le bon fonctionnement du dispositif participatif et de contribuer ainsi à l’affirmation du rôle politique de la société civile au sein du Conseil de l’Europe. Elle fixe des orientations, définit et adopte des programmes d’action. Elle se réunit à Strasbourg, trois à quatre fois par an, lors des sessions ordinaires de l’Assemblée parlementaire du Conseil de l’Europe. Elle est présidée par un président en exercice élu par son assemblée pour un mandat de trois ans. Le Président actuel est Jean-Marie Heydt, élu en janvier 2009.

#### La commission permanente
La Commission permanente est le deuxième organe délibérant des organisations non-gouvernementales. Elle propose, en amont de la Conférence, les axes de travail des différents organes et adopte des recommandations et résolutions qui l’engagent. Elle assure la coordination entre la Conférence des OING et ses Commissions et favorise la participation des OING aux travaux des autres composantes du quadrilogue du Conseil de l'Europe. Le Bureau prépare les ordres du jour des réunions de la Conférence des OING et de sa Commission Permanente et assure la mise en œuvre des décisions prises par ces deux instances.
Pendant les sessions et en dehors, le travail principal se fait dans trois commissions qui rassemblent des OING engagées au niveau local, national et européen sur les thématiques traitées par le Conseil de l’Europe: 

#### Les commissions
- Démocratie, cohésion sociale et enjeux mondiaux[17], qui regroupe depuis la réforme de juin 2011 les thématiques des trois précédentes commissions société civile et démocratie, cohésion sociale et éradication de la pauvreté, Développement territorial durable et du groupe transversal Europe et enjeux mondiaux[18]
- Droits de l’Homme
- Éducation culture

Elle bénéficient de l'appui d'une Mission de coordination.
Les commissions préparent des prises de position dans les comités directeurs et organes subordonnés. Elles organisent, avec l'appui du Secrétariat de la Conférence, des activités sur les thèmes de leur compétence, tant au Conseil de l’Europe que dans les États membres. Elles élaborent des projets de résolution mais aussi de déclaration et de recommandation destinés aux autres piliers du Conseil de l’Europe après adoption par la Conférence plénière ou sa commission permanente. Elles coopèrent avec les directions générales du secteur intergouvernemental, en parallèle de l'apport d'expertise individuel d'ONG nationales et internationales.

## Le«quadrilogue»
Dans sa Déclaration de Madrid de mai 2009, le Comité des ministres confirme le rôle de la Conférence des OING dans le « quadrilogue» en statuant que de « développer – avec l’aide de la Conférence des organisations internationales non gouvernementales (OING) – l’interaction avec la société civile, dont nous saluons l’action sur le terrain, restera également l’une de nos priorités ».
Le quadrilogue s’exprime également au sein du Forum mondial de la démocratie, comme précédemment au sein du Forum pour l’avenir de la démocratie ou la gouvernance s’exerçait à travers une entité quadripartite garante de son impact et de sa transversalité. 
Par ailleurs, les OING ont été impliquées dans le développement du Centre Nord-Sud du Conseil de l’Europe dès sa conception. En janvier 2010, un accord de coopération a été conclu entre le Centre Nord-Sud et la Conférence des OING, renforçant la collaboration entre les deux structures. La conférence des OING fait partie de ses organes de direction. C'est ainsi que son  président, Jean-Marie Heydt, est devenu  vice président du comité exécutif en juin 2012  puis son président depuis juin 2013. 

### les relations avec l’Assemblée parlementaire et le Congrès
Les commissions travaillent en synergie avec les commissions de l’Assemblée parlementaire et du Congrès des Pouvoirs locaux et régionaux. Ils émettent des avis à leur demande ou de leur propre initiative. Pour renforcer cette coopération, l’Assemblée parlementaire a adopté, en novembre 2007, une Résolution sur la « Coopération entre l’Assemblée parlementaire et la Conférence des OING, constatant « avec satisfaction que le programme de travail de la Conférence des OING contient plusieurs grands thèmes étroitement liés aux priorités de l’Assemblée. Sur cette base, elle est convaincue que des mesures supplémentaires doivent être prises afin de renforcer une coopération visant une participation des citoyens plus développée et un dialogue avec la société civile ».
En mai 2008, le Congrès des pouvoirs locaux et régionaux et la Conférence des OING ont conclu un Mémorandum sur le Partenariat entre les pouvoirs locaux et régionaux et les ONG dans les États membres du Conseil de l'Europe pour promouvoir « des procédures évolutives et pertinentes de participation des citoyens dans l’intervalle entre les consultations électorales ». Ce mémorandum a été établi notamment pour renforcer la position des ONG nationales et locales, qui dans leur très grande majorité n’ont pas de lien avec le Conseil de l’Europe.
Le 28 avril 2010, à la faveur de l'Année internationale de la Biodiversité, le Président de la Conférence des OING, Jean-Marie Heydt, le Président de l’Assemblée parlementaire, Mevlüt Çavusoglu, et le Président a.i. du Congrès, Ian Micallef, ont signé une Déclaration commune.

## Le renforcement de la société civile
La Conférence des OING s’engage également pour le renforcement de la société civile dans les États membres du Conseil de l’Europe de même qu’au Belarus. Ainsi, elle a créé le Conseil d’experts sur le droit en matière d’ONG qui suit notamment l’application de la Recommandation du Comité des Ministres aux États membres sur le statut juridique des organisations non gouvernementales en Europe.
Par ailleurs, elle a adopté en octobre 2009 un Code de bonne pratique pour la participation civile au processus décisionnel, reconnu par le Comité des Ministres comme « document de référence pour le Conseil de l'Europe et de base permettant de développer le cadre offrant aux citoyens les moyens de participer à la conduite des affaires publiques dans les pays européens ».
Depuis 2006, elle organise des Congrès régionaux d’ONG destinés aux ONG des pays d’Europe centrale et orientale. À ceux de Varsovie, Kiev et Penza, en fédération de Russie, a succédé, en juin 2010, le congrès de Vilnius en Lituanie.